# Ґневково (Мазовецьке воєводство)
Ґневково (пол. Gniewkowo) — село в Польщі, у гміні Бульково Плоцького повіту Мазовецького воєводства.
Населення — 47 осіб (2011).
У 1975-1998 роках село належало до Плоцького воєводства.

## Демографія
Демографічна структура станом на 31 березня 2011 року:
|          | Загалом | Допрацездатний вік | Працездатний вік | Постпрацездатний вік |
| -------- | ------- | ------------------ | ---------------- | -------------------- |
| Чоловіки | 22      | 5                  | 14               | 3                    |
| Жінки    | 25      | 4                  | 16               | 5                    |
| Разом    | 47      | 9                  | 30               | 8                    |